# Harrie Schreurs
Harrie (Hay) Schreurs (Roermond, 31 december 1954) is een Nederlandse voormalig voetballer.

## Loopbaan
Op 18-jarige leeftijd maakte de verdediger de overstap van amateurclub Haelen naar FC VVV. Hij moest drie jaar wachten op zijn debuut in het betaalde voetbal. Onder trainer Rob Baan deed hij dat uiteindelijk op 16 mei 1976 in een met 1-2 verloren thuiswedstrijd tegen Vitesse.
Via de nacompetitie in 1976 promoveerde FC VVV naar de eredivisie maar Schreurs slaagde er niet in om een vaste basisplaats te veroveren. Toch deed Baan regelmatig een beroep op de Haelenaar. In het seizoen 1977/78 scoorde de centrale verdediger zelfs een belangrijk kopdoelpunt in de spectaculaire laatste thuiswedstrijd tegen Feyenoord, die met 4-3 werd gewonnen waardoor FC VVV zich handhaafde in de eredivisie.
Pas in het seizoen 1979/80, na degradatie naar de eerste divisie, brak Schreurs door in de basiself. Een slepende knieblessure maakte in het daaropvolgende seizoen echter een einde aan zijn carrière. Hij werd in 1981, 26 jaar oud, medisch afgekeurd voor het betaalde voetbal. Nadien was hij nog actief in het amateurvoetbal bij KVC als speler-trainer.

## Clubstatistieken
| Seizoen         | Club            | Competitie      | Competitie | Competitie | Beker | Beker | Overige | Overige | Totaal | Totaal |
| Seizoen         | Club            | Competitie      | Wed.       | Dlp.       | Wed.  | Dlp.  | Wed.    | Dlp.    | Wed.   | Dlp.   |
| --------------- | --------------- | --------------- | ---------- | ---------- | ----- | ----- | ------- | ------- | ------ | ------ |
| 1974/75         | FC VVV          | Eerste divisie  | 0          | 0          | 0     | 0     | —       | —       | 0      | 0      |
| 1975/76         | FC VVV          | Eerste divisie  | 1          | 0          | 0     | 0     | 0       | 0       | 1      | 0      |
| 1976/77         | FC VVV          | Eredivisie      | 9          | 0          | 1     | 0     | —       | —       | 10     | 0      |
| 1977/78         | FC VVV          | Eredivisie      | 16         | 2          | 0     | 0     | 0       | 0       | 16     | 2      |
| 1978/79         | FC VVV          | Eredivisie      | 17         | 0          | 0     | 0     | —       | —       | 17     | 0      |
| 1979/80         | FC VVV          | Eerste divisie  | 28         | 0          | 1     | 0     | —       | —       | 29     | 0      |
| 1980/81         | FC VVV          | Eerste divisie  | 18         | 0          | 3     | 0     | —       | —       | 21     | 0      |
| Carrière totaal | Carrière totaal | Carrière totaal | 89         | 2          | 5     | 0     | 0       | 0       | 94     | 2      |